# Okres Tábor
Der Okres Tábor (Bezirk Tabor) ist ein Verwaltungsgebiet („okres“, Typ: LAU-1) im tschechischen Südböhmen.

## Geographie
Es breitet sich im Norden der Südböhmischen Region (Jihočeský kraj) um die Stadt Tábor aus. Auf einer Fläche von 1.326 km² leben rund 102.000 Einwohner in 110 Gemeinden, davon 8 Städte.

### Natur
Es handelt sich um einen Kreis mit vielen landschaftlichen Reizen. Neben Wäldern, die Hirschen, Damwild und Mufflons Schutz bieten, findet man auch Moorgebiete. Die Umweltbedingungen sind gut.
Schutzgebiete sind:
- die Chejnower Höhle (die älteste Höhlenformation Tschechiens),
- das Naturreservat Borkovická blata, ein Moorgebiet südwestlich von Soběslav.

### Sehenswürdigkeiten
Der regionale Fremdenverkehr verzeichnet jährlich etwa 89.000 Besucher, davon 21.000 Ausländer. Diese verblieben durchschnittlich 4,8 Tage im Bezirk.
Zu nennen sind
- die Königsstadt Tábor
- Historisches Museum Tábor mit Exponaten aus der Steinzeit, der frühgeschichtlichen Zeit der Besiedlung durch Kelten, der Hussitenzeit.
- Burgen und Festungen des mächtigen Geschlechts der Rosenberger (Rožmberkové) und böhmischer Könige: Choustník, Chýnov, Radenín, Dráchov, Sudoměřice, Hamr.
- Burg Kozí Hrádek: Hier in der Nähe von Sezimovo Ústí predigte und lebte 1412 Jan Hus. Große Teile der Bevölkerung um Tábor waren daher auch Anhänger der Hussiten.

## Wirtschaft
In den etwa 20.000 Unternehmen verdienen die Beschäftigten durchschnittlich etwa 13.188 Kronen. Die Wirtschaftsstruktur, reger Fremdenverkehr und ein hoher Anteil von Selbständigen halten die Arbeitslosigkeit niedrig (5,3 %). Eine erste Industrie siedelte sich dort mit den ersten Brauereien bereits vor 500 Jahren an.

## Verwaltung
Zum 1. Januar 2007 wechselte die Gemeinde Čenkov u Bechyně in den Okres České Budějovice.

## Städte und Gemeinden
Balkova Lhota – Bečice – Bechyně – Běleč – Borkovice – Borotín – Bradáčov – Březnice – Budislav – Černýšovice – Dírná – Dlouhá Lhota – Dobronice u Bechyně – Dolní Hořice – Dolní Hrachovice – Drahov – Dráchov – Dražice – Dražičky – Drhovice – Haškovcova Lhota – Hlasivo – Hlavatce – Hodětín – Hodonice – Chotěmice – Chotoviny – Choustník – Chrbonín – Chýnov – Jedlany – Jistebnice – Katov – Klenovice – Komárov – Košice – Košín – Krátošice – Krtov – Libějice – Lom – Malšice – Mažice – Meziříčí – Mezná – Mladá Vožice – Mlýny – Myslkovice – Nadějkov – Nasavrky – Nemyšl – Nová Ves u Chýnova – Nová Ves u Mladé Vožice – Oldřichov – Opařany – Planá nad Lužnicí – Pohnánec – Pohnání – Pojbuky – Přehořov – Psárov – Radenín – Radětice – Radimovice u Tábora – Radimovice u Želče – Radkov – Rataje – Ratibořské Hory – Rodná – Roudná – Řemíčov – Řepeč – Řípec – Sedlečko u Soběslavě – Sezimovo Ústí – Skalice – Skopytce – Skrýchov u Malšic – Slapsko – Slapy – Smilovy Hory – Soběslav – Stádlec – Sudoměřice u Bechyně – Sudoměřice u Tábora – Sviny – Svrabov – Šebířov – Tábor – Třebějice – Tučapy – Turovec – Ústrašice – Val – Vesce – Veselí nad Lužnicí – Vilice – Vlastiboř – Vlčeves – Vlkov – Vodice – Zadní Střítež – Záhoří – Zálší – Zhoř u Mladé Vožice – Zhoř u Tábora – Zlukov – Zvěrotice – Želeč – Žíšov